# Ochotnicza Straż Pożarna w Pisarowcach
Ochotnicza Straż Pożarna w Pisarowcach – organizacja społeczna powstała w 1920 roku w Pisarowcach, zrzeszona w Związku Ochotniczych Straży Pożarnych RP. ID jednostki to 15750.
Jest stowarzyszeniem, którego głównym celem jest zapobieganie pożarom oraz współdziałanie w tym zakresie z Państwową Strażą Pożarną, organami samorządowymi i innymi podmiotami, udział w akcjach ratowniczych oraz w obronie cywilnej.
Sposób reprezentacji:
- prezes zarządu reprezentuje ochotniczą straż pożarną na zewnątrz
- umowy, akty oraz pełnomocnictwa i dokumenty finansowe podpisuje w imieniu OSP: samodzielnie prezes lub łącznie wiceprezes i skarbnik[1]

## Historia

### Do 1945 roku
Ochotnicza Straż Pożarna w Pisarowcach została oficjalnie zawiązana w 1920 roku przez ówczesnych radnych gminnych Władysława Mitrzyka oraz Władysława Wanielistę. Początkowo straż była niezwykle ubogo wyposażona wyłącznie w mundury oraz czapki.
Dopiero w 1924 r. podczas zebrania gminnego uchwalono zakup konnej sikawki tzw. „Kiwaczki” oraz budowy remizy tzw. „Dziadowni” lub „Sokolni”. „Kiwaczka” przetrwała do dziś i obecnie umieszczona została na podwyższeniu po prawej stronie drzwi garażowych. Pierwszym Komendantem OSP w Pisarowcach został Władysław Mitrzyk a jego zastępcą Władysław Wanielista. Druhowie działający w ramach jednostki aktywnie uczestniczyli w gaszeniu wszystkich pożarów na terenie wioski jak również w sąsiednich miejscowościach. Największą akcją gaśniczą w której uczestniczyli pisarowcy strażacy w tamtym czasie był pożar w Czerteżu, gdzie paliło się pół wioski. W następnych latach oprócz gaszenia pożarów strażacy starali się wyposażyć w dodatkowy sprzęt. W wyniku tych działań we Lwowie zakupione został pasy, toporki oraz inny sprzęt gaśniczy.
W 1924 nastąpiła zmiana na stanowisku komendanta OSP Władysława Mitrzyka na tej funkcji zastąpił Wanielista Władysław, który dalej organizował straż do 1928 r., gdy komendantem straży został mianowany Jan Wanielista, który pełnił tę funkcję aż do czasów okupacji niemieckiej.

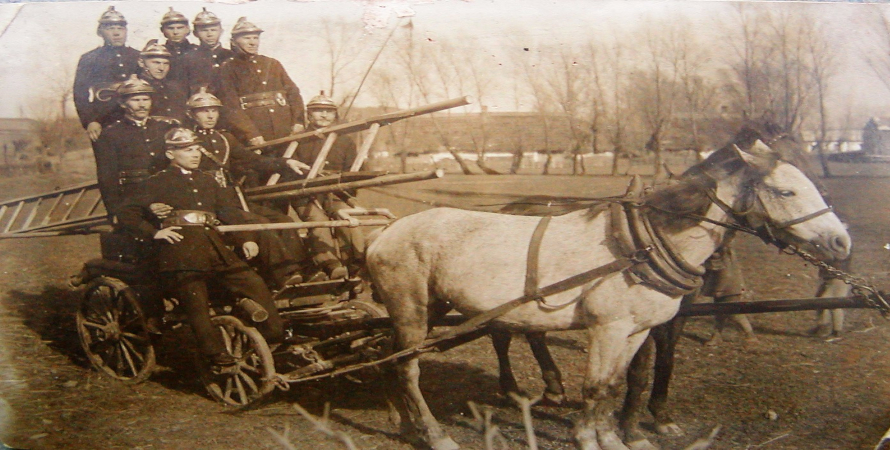
Zastęp OSP Pisarowce na „Kiwaczce”, lata 30 XX wieku

Po przegranej wojnie obronnej w 1939 komendantem mianowany został Piotr Wanielista. Strażacy dalej aktywnie brali udział w gaszeniu pożarów na terenie wioski i przyległych miejscowości. Pod okupacją niemiecką w Generalnej Guberni organizacje strażackie nie tylko były tolerowane, ale przynależność do nich dawała wiele udogodnień. Strażacy nie podlegali „łapance” do przymusowych robót  w III Rzeszy, a dodatkowo dysponowali nocnymi przepustkami, pozwalającymi na przebywanie w przestrzeni publicznej po godzinie policyjnej – dzięki czemu wielokrotnie mogli ostrzegać zagrożonych rewizją bądź aresztowaniem.

### OkresPRL
Po pierwsze lata po wojnie funkcję komendanta ponownie pełnił Jan Wanielista, jednak w wyniku działań wojennych straż borykała się z brakami sprzętowymi i lokalowymi. W 1950 roku organizacji straży na nowo podjął się Władysława Sieczkowski, który zebranie z uwagi na braki lokalowe zorganizował we własnym domu. Wybrano wtedy nowy zarząd w składzie: Sieczkowski Władysław – Komendant OSP, Uczeń Fryderyk – Z-ca Komendanta OSP, Wanielista Władysław – skarbnik, Kalityński Bolesław – sekretarz, Wanielista Władysław s. Jana – gospodarz. Zarząd ten był uzgodniony w Komendzie Rejonowej Straży Pożarnej w Sanoku. W tym czasie doszło do olbrzymiego pożaru sąsiedniej miejscowości Jędruszkowce, gdzie kilkadziesiąt gospodarstw strawił żywioł ognia. Była to pierwsza tak duża akcja gaśnicza Ochotniczej Straży Pożarnej w Pisarowcach po wojnie.  Nowy zarząd podejmował liczne starania o przydział motopompy M-800, w międzyczasie organizując zabawy taneczne podczas których zbierano na zakup umundurowania oraz sprzętu gaśniczego.

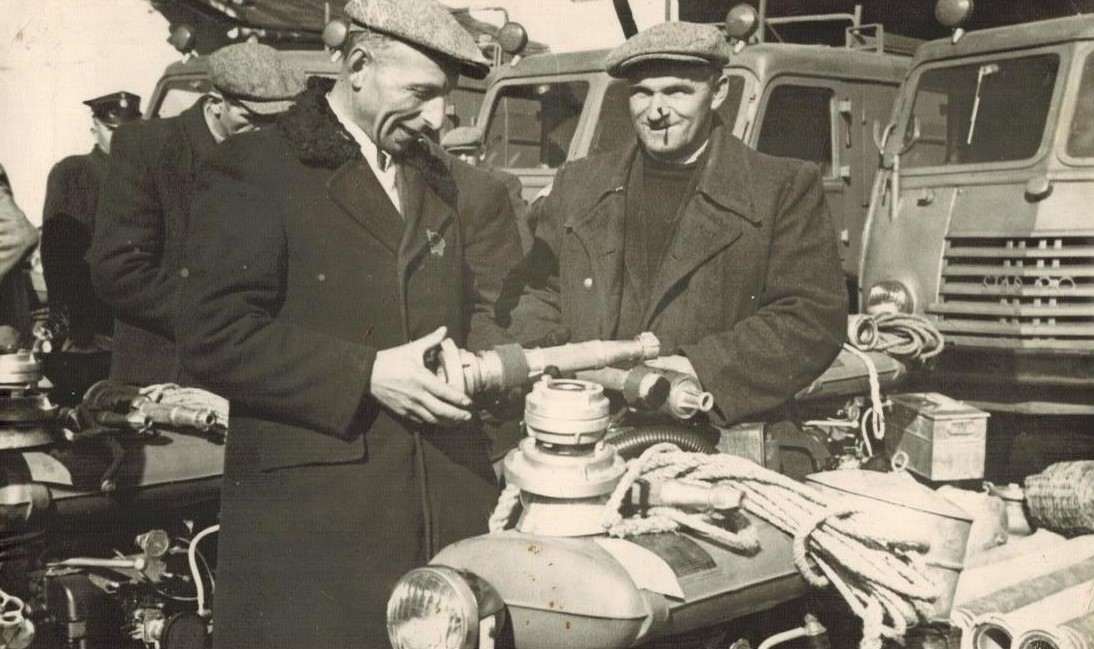
Przekazanie Motopompy M-800 Leopolia dla OSP w Pisarowcach

W 1954 r. Komenda Wojewódzka Straży Pożarnej w Rzeszowie przyznała OSP Pisarowce motopompę M-800 „Leopolia”. Po odbiór sprzętu do KWSP pojechali sołtys Czesław Posadzki, przewodniczący Gromadzkiej Rady Narodowej Wolański Jan oraz komendant OSP Władysław Sieczkowski. W tym samym czasie udało się w Sanockiej Fabryce Autobusów „Sanowag” zakupić za kwotę 4500 zł przyczepkę pożarniczą do przewozu pompy. Gromadzka rada narodowa, widząc zaangażowanie pisarowskich ochotników, przekazała na rzecz straży podworski budynek który po remoncie został przebudowany w czynie społecznym na remizę ze świetlicą.
W 1962 r. na budynku remizy strażacy zamontowali pierwszą elektryczna syrenę alarmową, która zakupiona została w Krakowie. W tym samym roku podczas zebrania OSP zdecydowano o podjęciu działań zmierzających do zakupu samochodu pożarniczego. W wyniku przeprowadzonej zbiórki środków wśród mieszkańców wsi udało się zebrać 7000 zł. Na brakujące 10000 zł Zarząd wziął pożyczkę w Banku Spółdzielczym w Zarszynie, dzięki czemu możliwe stało się zakupienie pojazdu marki Dodge potocznie zwaną „Doczką” w Sanockim Kopalnictwie Naftowym.  Oficjalne przekazanie pojazdu odbyło się 15 lipca 1962 i było ono dużym wydarzeniem w życiu wioski, na które przyjechały również delegacje sąsiednich jednostek OSP.
W tym też roku rozpoczęły się prace przy budowie nowego Domu Ludowego zlokalizowanego na terenie podworskim. Pisarowska Straż Pożarna aktywnie uczestniczyła w tych pracach wystawiając między innym pierwszą zorganizowaną grupę robotniczą do prac przy fundamentach.
Przez cały ten okres strażacy czynnie brali udział w zawodach pożarniczych zajmując na nich wysokie miejsca. Na wniosek zarządu strażacy byli odznaczani medalami „Za Zasługi dla Pożarnictwa”, „Za wysługę lat” czy też „Strażak Wzorowy”.
We wrześniu 1964 Szkoła Podstawowa w Pisarowcach przeniosła się ze budynku do wyremontowanych sal dawnego Dworu. Po czterech latach okazało się, że potrzebne jest stworzenie „Domu Nauczyciela” w pobliżu nowej szkoły, kierownictwo szkoły w porozumieniu z zarządem OSP dokonało wymiany budynków i w ten sposób po wykonaniu prac remontowych w systemie gospodarczym budynek starej szkoły został zaadaptowany na potrzeby straży.
W 1970 roku wybrany został nowy zarząd w skład którego wchodzili: Haduch Wiktor – prezes, Wanielista Edmund- komendant, Haduch Władysław- skarbnik, Haduch Marian- sekretarz. Zarząd ten sprawował swoją działalność do 1980 roku, kiedy to sprzedany został samochód gaśniczy, a jednostka straciła swoją gotowość bojową.

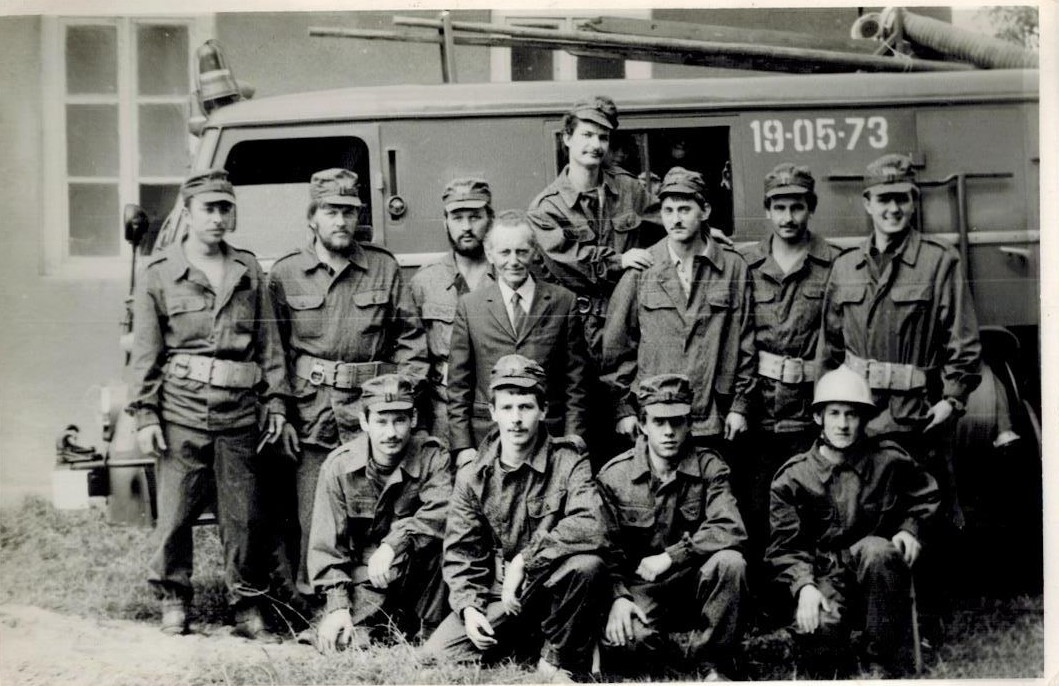
Sekcja OSP w Pisarowcach- sierpień 1984 r. W tle GBM STAR-25

W tym samym roku na zebraniu wybrano nowy zarząd w składzie: Podolak Alfred- prezes, Sieczkowski Władysław- komendant, Haduch Władysław- skarbnik, sekretarz Sieczkowski Józef. Nowy zarząd za priorytet postawił sobie odbudowanie gotowości bojowej jednostki oraz pozyskanie nowego samochodu. Dzięki licznym zabiegom prezesa Alfreda Podolaka oraz pracującego w Komendzie Rejonowej Straży Pożarnej Stanisława Wiesława Wanielisty za zgodą Komendanta Rejonowego w Sanoku udało się pozyskać wycofany z Zarszyna wóz na podwoziu STAR 25, który po przeprowadzeniu remontu zaczął służyć Ochotnikom z Pisarowiec. Następnie pojazd ten został zastąpiony GBM STAR-26 pozyskanym z Jaćmierza, a później nowszym GBAM STAR A26P z OSP Długie.
W 1981 ochotnicy włączyli się w budowę kościoła w Pisarowach pracując fizycznie przy budowie obiektu jak również część osób była członkami komitetu budowy kościoła. Po zakończeniu budowy i konsekracji kościoła po raz pierwszy w 1982 strażacy podjęli Honorową Wartę przy Bożym Grobie w Pisarowskim Kościele (wcześniej warty pełniono w kościele w Dudyńcach wraz ze strażakami z miejscowości należących do Parafii Dudyńce).
W 1984 roku na zebraniu wiejski w związku ze złym stanem technicznym blisko dwuwiekowego budynku remizy podjęto decyzję o budowie nowej strażnicy, z uwagi na braki finansowe i materiałowe główne prace zakończono dopiero w 1992. Koszt całej inwestycji pochłonął ponad 8 mln złotych.

### Po 1989 roku

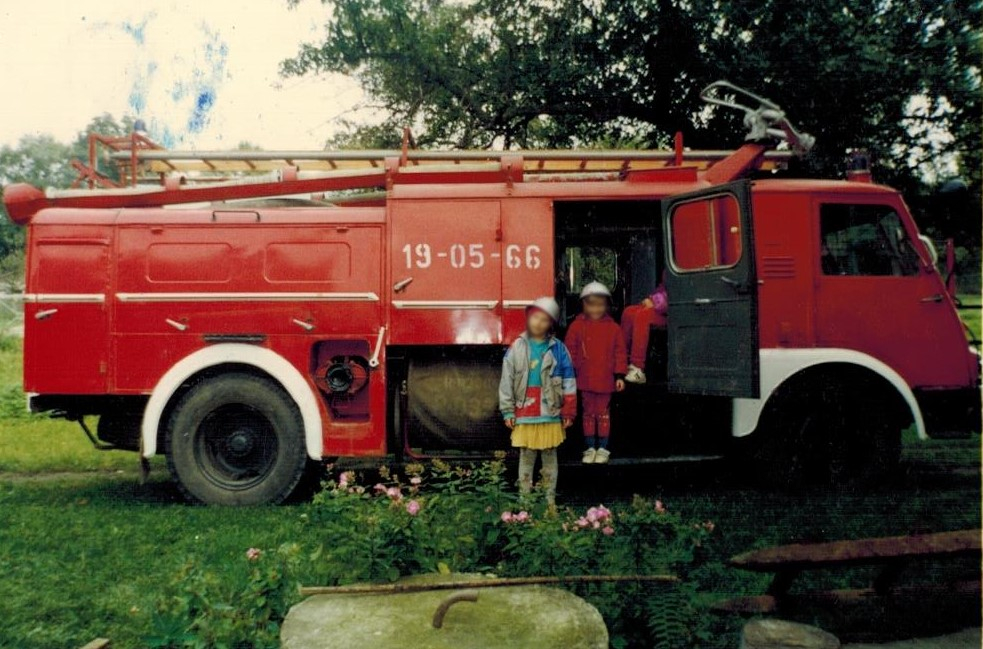
GBAM STAR A26P OSP Pisarowce – lata 90. XX w.

W maju 1994 w nowym budynku remizy otworzono również izbę lekarską. Po przeznaczeniu w 1995 całego pierwszego pietra na potrzeby służby zdrowia i zakończonej w 1998 adaptacji izba zmieniła się w punkt lekarski, a następnie w ośrodek zdrowia z gabinetem stomatologicznym.
W drugiej połowie lat 90. z uwagi na wysoką awaryjność wysłużonego już Stara-26 Zarząd OSP podjął działania zmierzające do pozyskania nowego wozu. Dzięki wsparciu wywodzącego się   z Pisarowiec płk. Edwarda Ambickiego udało się w 1999 nieodpłatnie pozyskać z Agencji Mienia Wojskowego samochód skrzyniowy na podwoziu STAR 266. Po ośmiu miesiącach w czerwcu 2000 pojazd wrócił do Pisarowiec z Korwinowa, gdzie  w Przedsiębiorstwie Specjalistycznym „bocar” przeszedł specjalistyczny karosaż umożliwiający udział w akcjach ratowniczo-gaśniczych.
Pojazd oficjalnie został poświęcony i przekazany w sierpniu 2001. W uroczystości uczestniczyli przedstawiciele władz samorządowych, PSP, ZOSP, liczne jednostki OSP Powiatu Sanockiego oraz mieszkańcy Pisarowiec oraz sąsiednich miejscowości.
W kolejnych latach strażacy dalej podnosili swoje umiejętności oraz starali się o pozyskiwanie coraz to nowszego sprzętu ratowniczo-gaśniczego oraz środków ochrony indywidualnej. Uczestniczyli w akcjach, manewrach czy też zawodach pożarniczych zajmując wysokie lokaty. 25 czerwca 2006 na stadionie sportowym w Pisarowcach zorganizowane został gminne zawody pożarnicze, następne zawody organizowane w Pisarowcach miały miejsce 7 sierpnia 2011 r. w których wzięło udział 14 drużyn męskich, 3 kobiece oraz 6 młodzieżowych.

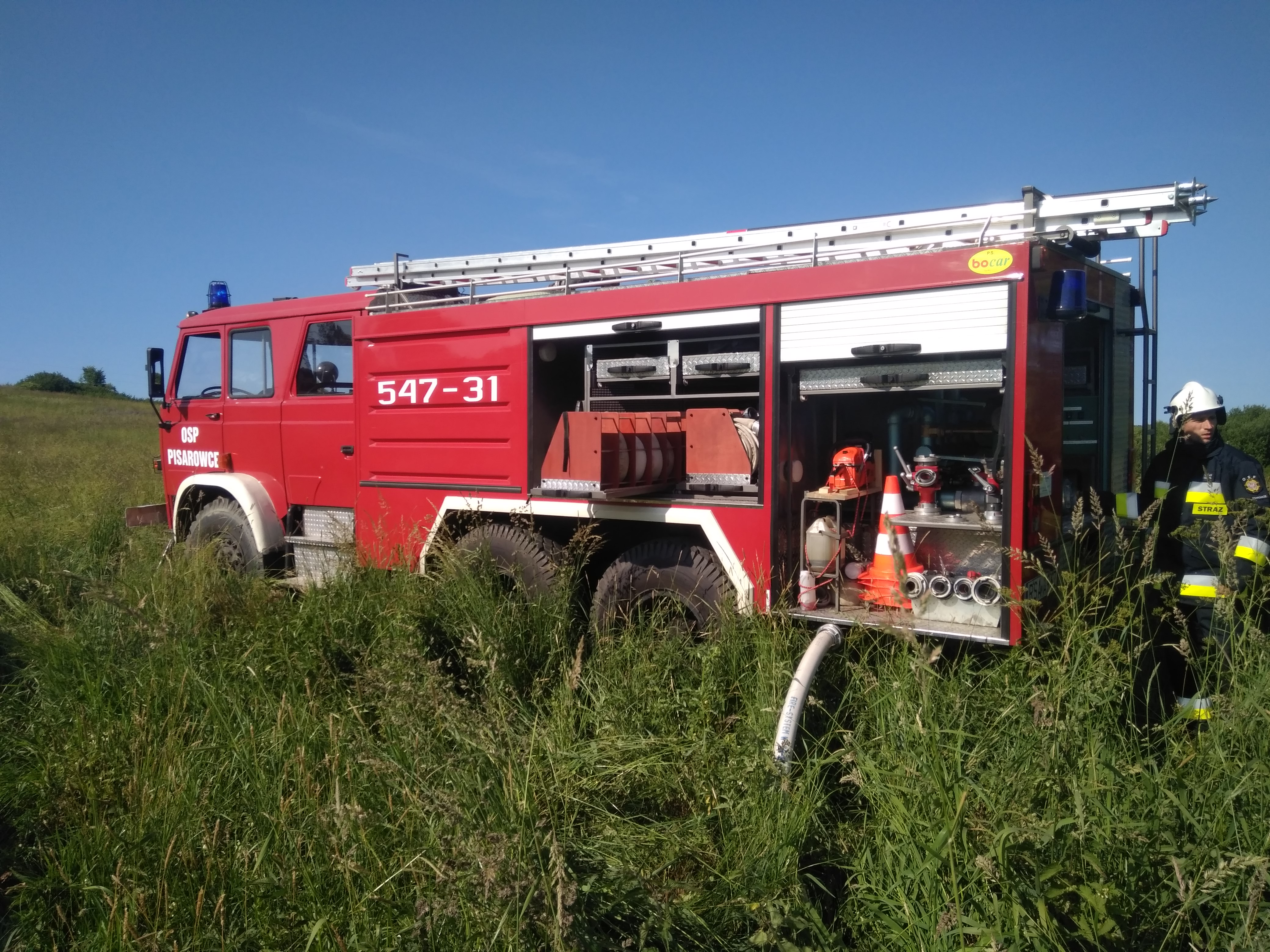
GBA 2,5/16 STAR 266 podczas akcji gaszenia dzikiego wysypiska śmieci – 2018 r.

13 lutego 2016r. podczas Walnego Zebrania Sprawozdawczo- Wyborczego OSP wybrano nowy zarząd, na czele którego stanął jako Prezes Daniel Bielak,  ponadto do władz wybrani zostali: Zenon Wanielista – Wiceprezes- Naczelnik, Grzegorz Rosa – Wiceprezes, Ryszard Zabawski – Skarbnik, Wacław Kafara – Zastępca Naczelnika, Adrian Wanielista – Sekretarz, Janusz Nowacki – Gospodarz, Damian Śmigiel – Kronikarz, Janusz Haduch – Członek Zarządu. Do Komisji Rewizyjnej zostali wybrani natomiast: Ryszard Sosnowski, Jan Mitrzyk oraz Eugeniusz Folta.
Głównym celem nowych władz postawionym na kadencję 2016-2021 było pozyskaniem sztandaru dla jednostki, którego oficjalne nadanie miałoby odbyć się podczas obchodów Jubileuszu 100-lecia Powstania OSP.
Ochotnicza Straż Pożarna w Pisarowcach cały czas aktywnie również współpracuje z grupami i instytucjami działającymi na terenie miejscowości jak np. Szkołą Podstawową im. Marii Konopnickiej, Kołem Gospodyń Wiejskich, Radą Sołecką itp. podejmują jak również włączając się w różne inicjatywy.
Podczas zebrania wiejskiego we wrześniu 2017 uchwalono przekazanie 20000 zł z budżetu wiejskiego na wykonanie instalacji centralnego ogrzewania w pomieszczeniach zajmowanych przez  strażaków, gdyż stare ogrzewanie elektryczne stało się nieefektywne. W 2018 r. dzięki staraniom Zarządu OSP sumę tę udało się powiększyć do kwoty ponad 71000 zł pozyskując dotację od Komendanta Głównego PSP  dzięki czemu  wykonano remonty pomieszczeń zaplecza strażackiego oraz montaż instalacji C.O. z piecem dwufunkcyjnym. Ponadto w tym samym roku wyposażenie Ochotniczej Straży Pożarnej  dzięki wsparciu Funduszu Sprawiedliwości udało się powiększyć  o profesjonalny zestaw  w postaci torby medycznej z pełnym wyposażeniem oraz AED.
7 lipca 2021r. w Domu Strażaka w Pisarowcach odbyło się walne zebranie sprawozdawczo-wyborcze podczas którego wybrano nowy zarząd na kadencję 2021-2026 w składzie: Daniel Bielak – Prezes,  Zenon Wanielista – Naczelnik, Grzegorz Rosa – Wiceprezes, Ryszard Zabawski – Skarbnik, Damian Śmigiel – Zastępca Naczelnika, Adrian Wanielista – Sekretarz, Janusz Nowacki – Gospodarz. Komisja rewizyjna została wybrana identyczna jak w poprzedniej kadencji tj.: Ryszard Sosnowski, Jan Mitrzyk oraz Eugeniusz Folta.
Podczas zebrania ustalono, że zadaniem priorytetowym dla nowych władz będzie podjęcie starań, aby wysłużony Star 266 został zmodernizowany lub wymieniony na nowy pojazd.
Ponadto w trakcie zebrania dh Daniel Bielak został wybrany na przedstawiciela do Zarządu Oddziału Gminnego ZOSP RP. Dwa miesiące później podczas zebrania Zarządu Gminnego ZOSP RP w Sanoku został on wybrany przez delegatów wszystkich jednostek OSP z terenu Gminy Sanok na funkcję Prezesa Zarządu Gminnego.
24 lutego 2022 w związku z inwazją Rosji na Ukrainę, Polska stanęła przed nowymi wyzwaniami w związku ze wzmożonym napływem uchodźców. W logistykę działań zaangażowane były również jednostki OSP.  Jednostka z Pisarowiec uczestniczyła w zbiórce pomocy humanitarnej, a sama remiza była przygotowywana jako rezerwowe miejsce przyjęcia grupy uchodźców. W październiku uchwałą Zarządu OSP powołano do życia Młodzieżową Drużynę Pożarniczej, do której na początek przystąpiło siedmioro adeptów pożarnictwa, zbiórki szkoleniowe odbywały się regularnie co miesiąc.
W niedługim czasie do MDP zaczęły dołączać kolejne dzieci z Pisarowiec oraz Jędruszkowiec pragnące rozwijać swoje pożarnicze pasje.
Początkiem IV kwartału 2022 Zarząd coraz śmielej zaczął podejmować rozmowy z władzami Gminy i Parlamentarzystami na temat wymiany Stara na nowszy pojazd. Wstępnie rozważana była opcja pozyskania pojazdu z zasobów Państwowej Straży Pożarnej. Podczas zebrania wiejskiego w lutym 2023 mieszkańcy Pisarowiec wyrazili poparcie dla inicjatywy OSP i zarezerwowali kwotę 30 000 zł celem pozyskania nowego pojazdu.
Rok 2023 okazał się być wyjątkowo hojny pod kątem pozyskiwania środków zewnętrznych na zakup sprzętu i wyposażenia pożarniczego. Dzięki staraniom Zarządu OSP otrzymano dotacje z Wojewódzkiego Funduszu Ochrony Środowiska i Gospodarki Wodnej w Rzeszowie, Funduszu Składkowego Rolników oraz Fundacji Orlen. Pozyskanie dodatkowego sprzętu było również możliwe dzięki darowiznom lokalnych przedsiębiorców wspierający co rok naszą jednostkę.
5 stycznia 2023 ze środków własnych jednostki została zakupiony i zainstalowany system automatycznego uruchamiana syreny alarmowej za pośrednictwem sygnału GSM. Od tej pory Oficer Dyżurny PSP w Sanoku lub uprawnieni strażacy z jednostki mogli zdalnie uruchomić alarm bez konieczności fizycznej obecności przy przycisku włącznika.
W II połowie roku 2023 dzięki wspólnym działaniom Gminy Sanok i OSP w Pisarowcach oraz poparciu Posła na Sejm RP Piotra Uruskiego Gmina pozyskała z Funduszu Sprawiedliwości dotację w kwocie 200000zł na zakup nowego średniego wozu ratowniczo-gaśniczego dla projektu opiewającego na łączną kwotę 440000zł.

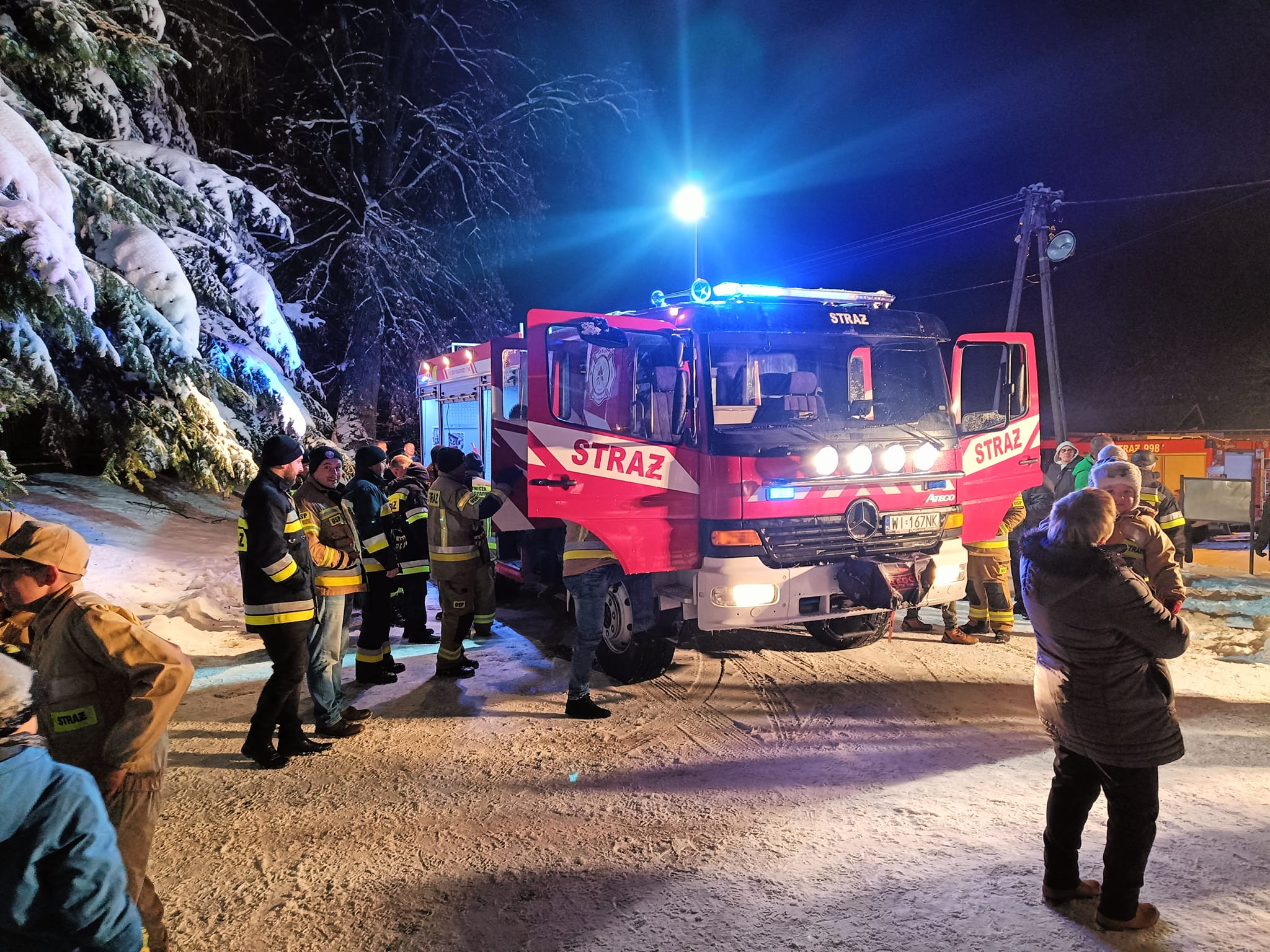
Mieszkańcy i strażacy podczas powitania nowego wozu GBA 2,5/20 Mercedes Atego 1328 4x4

Intensywne poszukiwania odpowiedniego pojazdu przez delegację w składzie: Daniel Bielak, Zenon Wanielista, Grzegorz Rosa, Damian Śmigiel i wspierającego jednostkę Bogdana Rosę zaowocowały znalezieniem odpowiedniego pojazdu w Toruniu na placu Firmy Wozy Strażackie Auto-Mar. Wytypowano do zakupu samochód GBA 2,5/20 Mercedes-Benz Atego 1328 4×4 w zabudowie firmy SAURUS, który wcześniej służył w Zakładzie Straży Pożarnej Miasta Rovaniemi w Finlandii.  
W niedzielę 3 grudnia 2023r. punktualnie o godzinie 19:30 Druhowie Daniel Bielak i Damian Śmigiel w asyście aut OSP z sąsiednich miejscowości przyjechali pod Wiejski Dom Kultury w Pisarowcach, gdzie licznie zebrani strażacy i mieszkańcy hucznie przywitali Mercedesa.
Następnego dnia o godzinie 19 zgodnie z decyzją Władz Gminy Star 266 został przekazany delegacji OSP Dobra i rozpoczął swoją służbę dla mieszkańców „Doliny Sanu”.

## Jubileusz 100-lecia powstania straży i nadanie sztandaru
19 lipca 2020 r. w sali Domu Kultury w Pisarowcach odbyła się uroczystość związana z jubileuszem 100 rocznicy powstania Ochotniczej Straży Pożarnej w Pisarowcach oraz wręczeniem sztandaru dla jednostki. Była to szczególna i niepowtarzalna okazja, by podsumować 100 lat pracy i zaangażowania w troskę o bezpieczeństwo mieszkańców. Z uwagi na trwający stan epidemii SARS Cov-2 uroczystości miały skromniejszy charakter i odbywały się w rygorze sanitarnym.

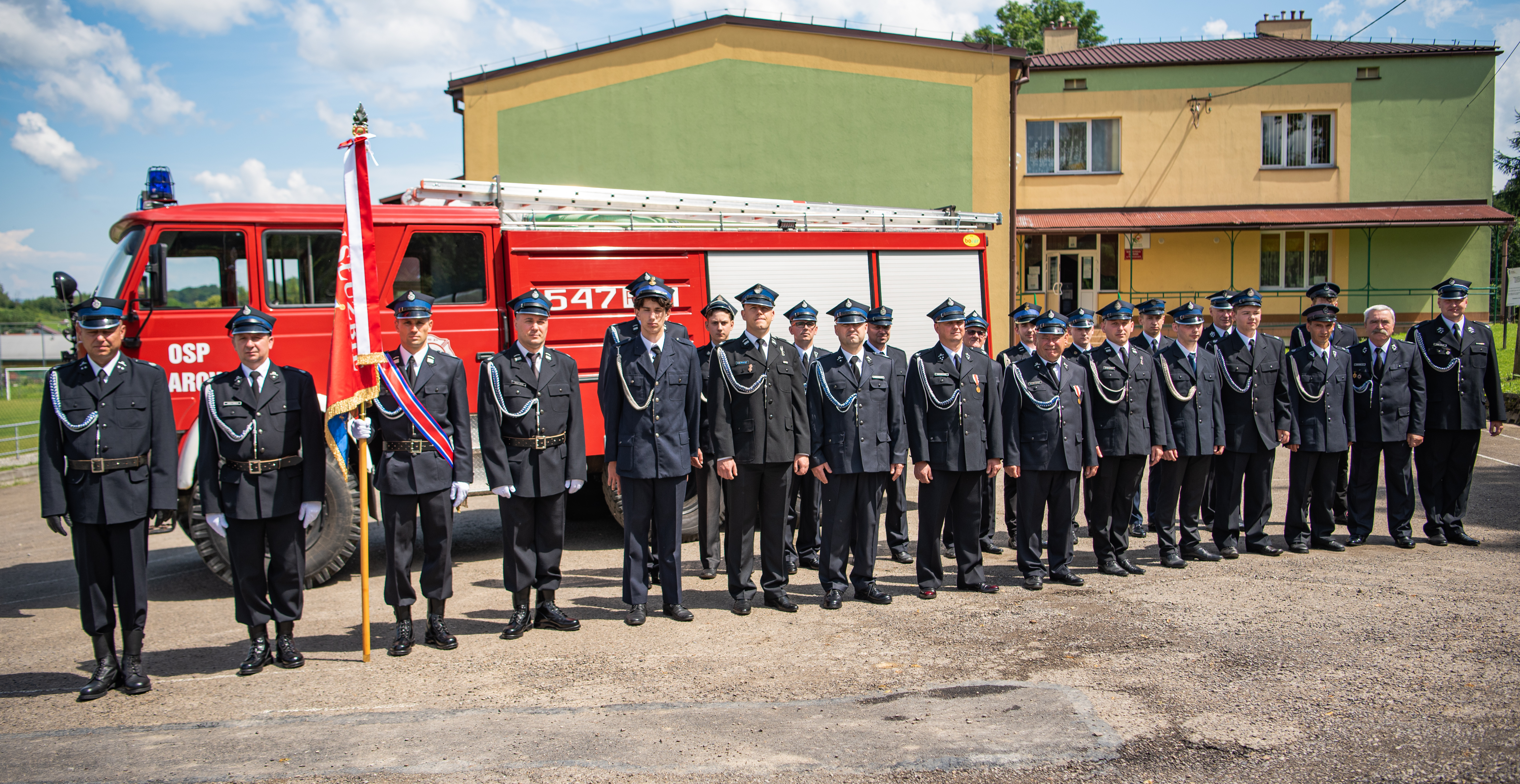
Kompania reprezentacyjna i Zarząd OSP podczas obchodów 100-lecia powstania OSP

Uroczystość rozpoczęła się złożeniem meldunku przez Dh. Marka Kokoszkę Członkowi Zarządu Oddziału Wojewódzkiego Związku Ochotniczych Straży Pożarnych Rzeczypospolitej Polskiej  w Rzeszowie druhowi Grzegorzowi Klecha.
Po przemówieniu prezesa jednostki dh. Daniel Bielak przywitał przybyłych gości oraz przybliżył rys historyczny jednostki. Kolejno ks. ppor. Wiesław Buszta poświęcił sztandar oraz tablicę pamiątkową, która została umieszczona na budynku remizy.
W imieniu Społecznego Komitetu Fundacji Sztandaru przewodniczący bryg. Grzegorz Oleniacz odczytał akt fundacji sztandaru, a następnie przekazał go Prezesowi ZOP ZOSP RP Grzegorzowi Klecha. Następnie została odczytana uchwała Zarządu Głównego ZOSP RP nadająca społeczności OSP Złoty Znak Związku ZOSP RP, w dowód uznania długoletniej służby na rzecz ochrony przeciwpożarowej.

## Władze OSP(2021-2026)

### Prezes
- Daniel Bielak

### Naczelnik
- Zenon Wanielista

### Członkowie reprezentacji
- Wiceprezes – Grzegorz Rosa
- Skarbnik – Ryszard Zabawski
- Zastępca Naczelnika – Damian Śmigiel
- Sekretarz – Adrian Wanielista
- Gospodarz – Janusz Nowacki[4]

## Baza techniczna[5]

### Samochód
- samochód pożarniczy Mercedes Atego 1328 4x4 GBA 2,5/20 zabudowa Saurus.

### Sprzęt
- pompa szlamowa Honda
- agregat prądotwórczy z najaśnicami
- motopompa PO5
- pompa pływająca NIAGARA 2
- radiostacje samochodowe i naosobowe
- pilarka łańcuchowa
- przecinarki do stali i betonu
- sprzęt ratownictwa technicznego
- drabiny
- drobny sprzęt burzący i budowlany
- tłumice
- węże pożarnicze i armatura pożarnicza
- zestaw do zabezpieczania miejsca zdarzenia i kierowania ruchem
- zestaw do usuwania owadów błonkoskrzydłych

### Wyposażenie medyczne
- torba OSP R0
- AED
- zestaw szyn kramera

### Wyposażenie osobiste
- ubrania specjalne
- hełmy z latarkami
- pasy bojowe z toporkami i zatrzaśnikami
- mundury koszarowe
- mundury galowe